# Julian Rechberger
Julian Rechberger (* 17. Februar 1995 in Judenburg) ist ein ehemaliger österreichischer Radsportler und Triathlet.

## Werdegang
Bis 2012 war Julian Rechberger als Triathlet aktiv und startete im Junioren-Europa-Cup, bevor er seinen sportlichen Schwerpunkt auf den Bahnradsport verlegte.
Er bezeichnete den mehrfachen britischen Olympiasieger Chris Hoy als sein großes Vorbild und wurde von seinem Vater trainiert.
Am 18. Mai 2013 stellte Julian Rechberger im Laufe der österreichischen Meisterschaften im Bahnradsport mit 11,067 Sekunden im Wiener Ferry-Dusika-Hallenstadion einen neuen nationalen Junioren-Rekord über 200 Meter sowie zwei weitere Rekorde auf.
2013 wurde Rechberger österreichischer Junioren-Meister im Sprint, im 1000-Meter-Zeitfahren belegte er Rang drei. Im Jahr darauf errang er den Sprint-Titel der Elite. Anschließend beendete er seine Radsportlaufbahn.